# Sovrani del Tibet
Quella che segue è una lista dei sovrani del Tibet dall'inizio della storia documentata. Sono inclusi i regimi con base nel Tibet Centrale, che ebbero autorità su almeno una porzione sostanziale del paese.

## Dinastia Yarlung
- Songtsen Gampo 618–641
- Gungsong Gungtsen 641–646 (figlio)
- Songtsen Gampo 646–649 (seconda volta)
- Mangsong Mangtsen 649–677 (figlio di Gungsong Gungtsen)
- Tridu Songtsen 677–704 (figlio)
- Lha 704–705 (figlio)
- Trimalod 705–712 (vedova di Tri Dusong)
- Me Agtsom 712–755 (figlio di Tri Dusong)
- Trisong Detsen 756–797 (figlio)
- Muné Tsenpo 797–799 (figlio)
- Tride Songtsen 799–815 (fratello)
- Ralpachen 815–838 (figlio)
- Langdarma 838–842 (fratello) [1]

## Sakya Lama
- Sakya Pandita Kunga Gyaltsen 1216–1251 (protetto dai Mongoli 1240)
- Phagpa Drakpa Gyaltsen 1251–1280 (nipote)
- Dharmapala Raksita 1280–1282 (nipote)
- Jamyang Rinchen Gyaltsen 1286–1303 (del lignaggio Sharpa)
- Zangpo Pal 1306–1323 (nipote di Phagpa Drakpa Gyaltsen)
- Khatsun Namkha Lekpa Gyaltsen 1325–1341 (figlio)
- Jamyang Donyo Gyaltsen 1341–1344 (fratello)
- Lama Dampa Sonam Lotro Gyaltsen 1344–1347 (fratello)
- Lotro Gyaltsen 1347–1365 (nipote) [2]

## Precettori imperiali Sakya
- Phagpa Drakpa Gyaltsen 1270–1274
- Rinchen Gyaltsen 1274–1279 (fratello)
- Dharmapala Raksita 1282–1286 (nipote)
- Yeshe Rinchen 1286–1291
- Drakpa Odzer 1291–1303
- Jamyang Rinchen Gyaltsen 1304–1305 (fratello di Yeshe Rinchen)
- Sangye Pal 1305–1314 (fratello di Drakpa Odzer)
- Kunga Lotro Gyaltsen 1314–1327 (pronipote di Phagpa Drakpa Gyaltsen)
- Kunga Lekpa Chungne Gyaltsen 1328–1330 (fratello)
- Kunga Gyaltsen 1331–1358 (fratello) [3]

## Dinastia Phagmodrupa
- Tai Situ Changchub Gyaltsen 1354–1364
- Jamyang Shakya Gyaltsen 1364–1373 (nipote)
- Drakpa Changchub 1374–1381 (nipote)
- Sonam Drakpa 1381–1385 (fratello)
- Drakpa Gyaltsen 1385–1432 (cugino)
- Drakpa Jungne 1432–1445 (nipote)
- Kunga Lekpa 1448–1481 (fratello)
- Ngagi Wangpo 1481–1491 (figlio di Drakpa Jungne)
- Tsokye Dorje 1491–1499 (reggente, del lignaggio Rinpungpa)
- Ngawang Tashi Drakpa 1499–1564 (figlio di Ngagi Wangpo)
- Ngawang Drakpa Gyaltsen 1564–1579? (nipote)
- Kagyud Nampar Gyalwa 1579–1588
- Mipham Sonam Wangchuk Drakpa Namgyal Palzang XVII secolo (figlio) [4]

## Dinastia Rinpungpa
- Norzang 1435–1466
- Kunzang 1466–c. 1479 (figlio)
- Donyo Dorje c. 1479–1512 (figlio)
- Ngawang Namgyal 1512–c. 1550 (cugino)
- Dondup Tseten Dorje c. 1550–? (figlio)
- Ngawang Jigme Drakpa ?–1565 (fratello) [5]

## Dinastia Tsangpa
- Karma Tseten 1565–?
- Karma Thutob Namgyal fine del XVI secolo (figlio)
- Khunpang Lhawang Dorje fl. 1582 (fratello)
- Karma Tensung fine del XVI secolo–1611? (fratello)
- Karma Phuntsok Namgyal prima del 1603–1620 (figlio di Karma Thutob)
- Karma Tenkyong 1620–1642 (figlio) [6]

## Sovrani protettori Khoshut
- Gushri Khan 1642–1655
- Dayan Khan 1655–1668 (figlio)
- Tenzin Dalai Khan 1668–1696 (figlio)
- Tenzin Wangchuk Khan 1696–1697 (figlio)
- Labzang Khan 1697–1717 (fratello) [7]

## Principi Phola
- Pholana (Sonam Tobgye) 1728–1747
- Gyurme Namgyal 1747–1750 (figlio) [7]

## Dalai Lama
| Immagine       | Nome             | Data di nascita  | Dalai Lama da | Dalai Lama fino a | Data di morte    |
| -------------- | ---------------- | ---------------- | ------------- | ----------------- | ---------------- |
| 1º Dalai Lama  | Gendün Drup      | 1391             | N/A           | 1474              | 1474             |
| 2º Dalai Lama  | Gendün Gyatso    | 1475             | N/A           | 1542              | 1542             |
| 3º Dalai Lama  | Sönam Gyatso     | 1543             | 1578          | 1588              | 1588             |
| 4º Dalai Lama  | Yönten Gyatso    | 1589             | 1601          | 1617              | 1617             |
| 5º Dalai Lama  | Lozang Gyatso    | 1617             | 1618          | 1682              | 1682             |
| 6º Dalai Lama  | Tsangyang Gyatso | 1683             | 1688          | 1706              | 1706             |
| 7º Dalai Lama  | Kelzang Gyatso   | 1707             | 1712          | 1757              | 1757             |
| 8º Dalai Lama  | Jampel Gyatso    | 1758             | 1760          | 1804              | 1804             |
| 9º Dalai Lama  | Lungtok Gyatso   | 1806             | 1807          | 1815              | 1815             |
| 10º Dalai Lama | Tsultrim Gyatso  | 29 marzo 1816    | 1820          | 1837              | 1837             |
| 11º Dalai Lama | Khendrup Gyatso  | 1º novembre 1838 | 1841          | 31 gennaio 1856   | 31 gennaio 1856  |
| 12º Dalai Lama | Trinle Gyatso    | 26 gennaio 1857  | 1858          | 25 aprile 1875    | 25 aprile 1875   |
| 13º Dalai Lama | Thubten Gyatso   | 12 febbraio 1876 | 1878          | 17 dicembre 1933  | 17 dicembre 1933 |
| 14º Dalai Lama | Tenzin Gyatso    | 6 luglio 1935    | 1939          | vivente           | vivente          |